# Nalepki (oprogramowanie)
Nalepki – oprogramowanie dla systemu OS X firmy Apple Inc. Umożliwia zapisanie informacji w plikach tekstowych i podglądnięcie ich w formie „kartki samoprzylepnej”.
Nalepki obsługują zmianę kroju i wielkości czcionek.

## Obsługiwane formaty
Nalepki zapisują informacje w pamięci stałej – we własnym formacie zapisu. Jest jednak możliwy eksport i import informacji do formatów:
- RTF
- RTFD
- Tekst zwykły